# Urota nguruensis
Urota nguruensis is een vlinder uit de familie nachtpauwogen (Saturniidae). De wetenschappelijke naam van deze soort is voor het eerst geldig gepubliceerd in 2011 door Darge.
De soort komt voor in tropisch Afrika.